# Pettendorf
Pettendorf – miejscowość i gmina w Niemczech, w kraju związkowym Bawaria, w rejencji Górny Palatynat, w regionie Ratyzbona, w powiecie Ratyzbona. Leży około 10 km na północny zachód od Ratyzbony, przy drodze B8.

## Dzielnice
W skład gminy wchodzi 19 dzielnic: 
| - Adlersberg - Aichahof - Deckelstein - Ebenwies - Eibrunn - Eichenbrunn - Günzenried | - Haselhof - Hinterberg - Hummelberg - Kneiting - Mariaort - Neudorf | - Pettendorf - Reifenthal - Ried - Schwetzendorf - Tremmelhausen - Urtlhof |